# St. Josef (Hohenlinden)

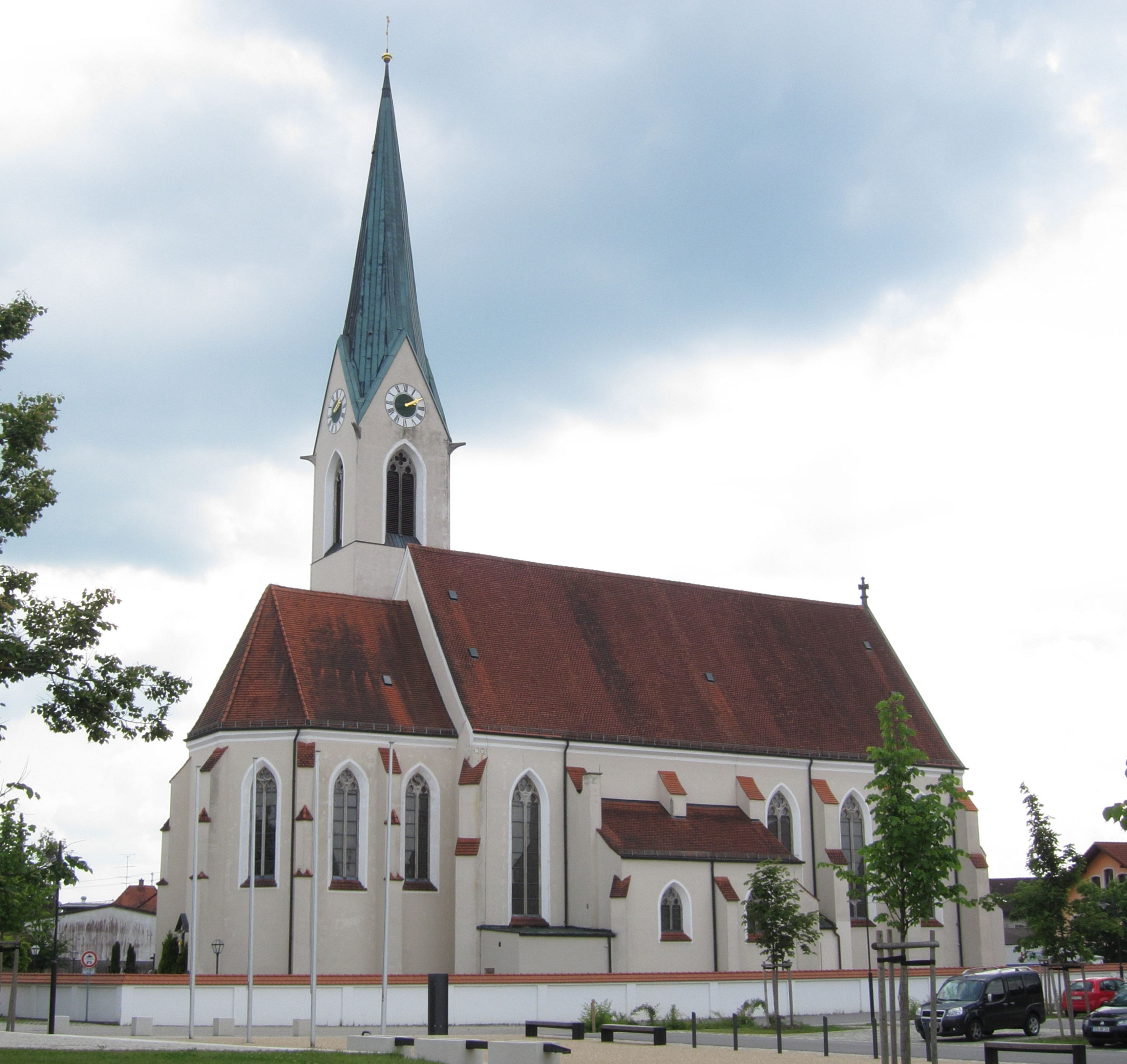
Pfarrkirche St. Josef in Hohenlinden

Die neugotische römisch-katholische Pfarrkirche St. Josef in Hohenlinden ist die wohl größte dörfliche Pfarrkirche im oberbayerischen Landkreis Ebersberg und wird als ein Gesamtkunstwerk des späten Historismus angesehen. Errichtet wurde der unter der Aktennummer D-1-75-123-3 denkmalgeschützte Sakralbau von Hans Schurr in den Jahren 1901 bis 1903.

## Geschichte

Innenraum mit Blick zum Chor

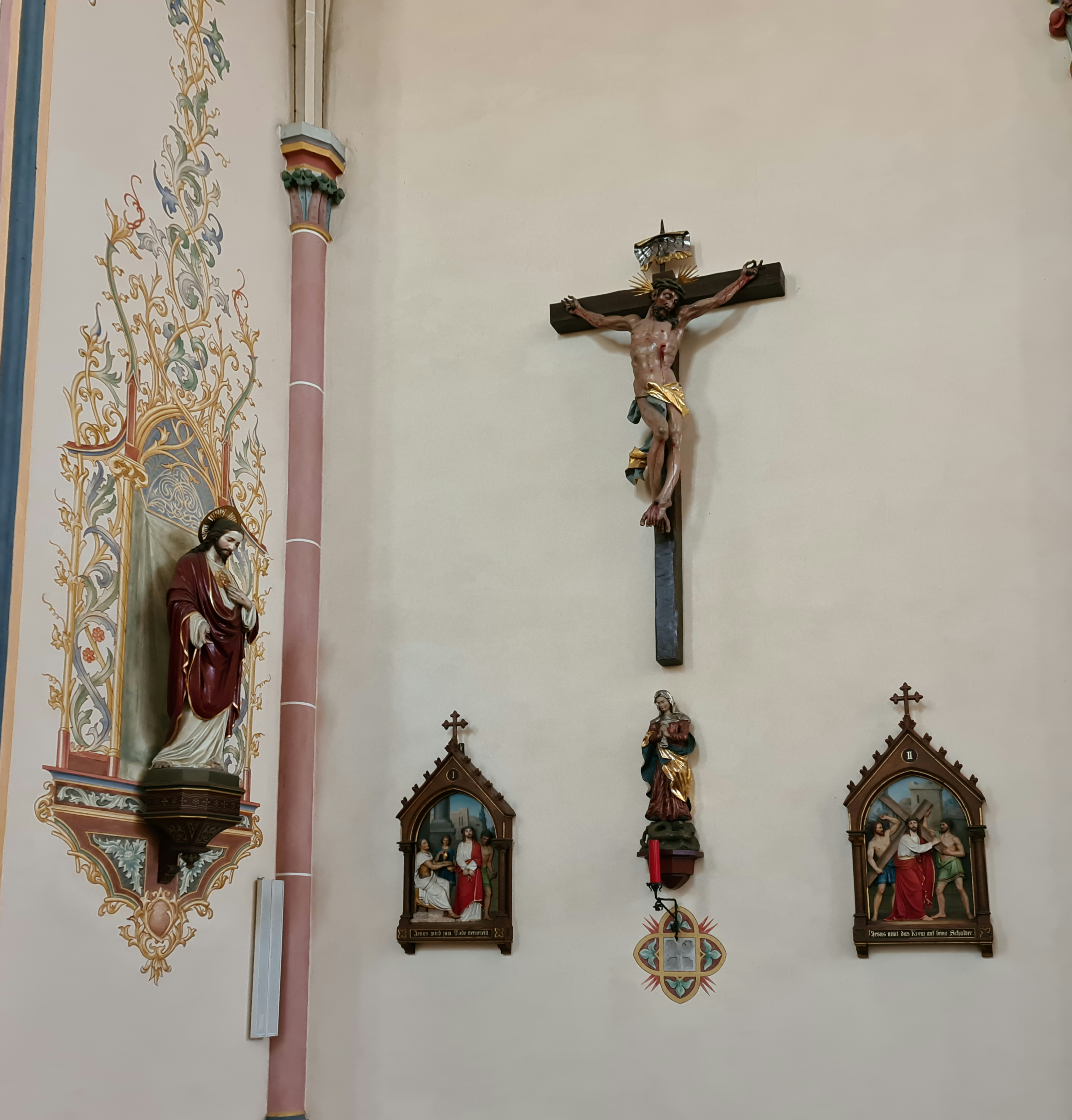
Südostecke des Langhauses

Ursprünglich war Hohenlinden mit der spätgotischen Kirche Mariä Heimsuchung eine Filiale der Pfarrei Mittbach. Im Jahr 1827 wurde der Pfarrsitz nach Hohenlinden verlegt und mit der Filiale Preisendorf verbunden. Zur neuen Pfarrei gehörten nun die Kirchen Mariä Heimsuchung (Hohenlinden), St. Johannes Evangelist (Kronacker) und St. Stephan (Preisendorf). Von 1827 bis zur Fertigstellung von St. Josef 1903 fungierte die Kirche von Kronacker als Pfarrkirche. Wegen chronischen Platzmangels in allen drei Kirchen beschloss die Pfarrei eine neue Kirche zu bauen. Als Pfarrer Held 1885 seine neue Wirkungsstelle antrat, gründete er sogleich einen Kirchenbauverein, dem 165 Mitglieder beitraten, die in den folgenden sechs Jahren 10.000 Mark bereitstellten. 1888 stellte er einen Antrag für eine Genehmigung einer Kirchenbau-Lotterie.
Als Nachfolger von Pfarrer Held übernahm 1891 Max Neumair die Pfarrei. Neumair stellte sich als großer Organisator und Kunstliebhaber heraus. Um den Neubau vorzubereiten, wurden in Kronacker bis 1895 rund 400.000 Ziegelsteine hergestellt. Weitere 100.000 kamen aus einer Ziegelei in Mittbach. Um die Beschaffung der Ziegel bezahlen zu können, ging der Pfarrer in den Nachbarpfarreien von Haus zu Haus und bat um Spenden, wobei sich besonders die Pfarrei Ebersberg freigebig zeigte. Neben der Kirchenbauvereinskasse entstand nun auch ein Kirchenbaufonds, für den ein Grundstock von 15.000 Mark aus Rentenüberschüssen angelegt wurde; dazu kam noch ein freiwilliger Staatszuschuss von 4.000 Mark. Nach zehn Jahren wurde 1898 die noch von Pfarrer Held beantragte Kirchenbau-Lotterie genehmigt. Von den 150.000 Losen sandte man an sämtliche bayerischen Raiffeisen-Vereine je 10 Lose für einen Verkauf. Nach der Ziehung am 21. März 1900 blieb ein Reingewinn von 65.000 Mark übrig, wobei der Haupttreffer von 25.000 Mark der Kirchenbaukasse erhalten blieb, weil das gezogene Los keiner gekauft hatte. Es war beim Raiffeisenverein in Döckingen gelandet, der keine Lose verkaufen wollte und daher die Rücksendung angeordnet hatte. Am 1. September 1901 erfolgte die Grundsteinlegung durch Dekan Haberstock von Isen. Pfarrer Braun, der dem am 24. Mai 1902 verstorbenen Pfarrer Neumair nachfolgte, nahm für die Innenausstattung der Kirche eine Hypothek von 25.000 Mark auf. Im selben Jahr erhielt die Kirche fünf Glocken von der Münchener Zweigniederlassung der Glockengießerei Oberascher und an drei Münchner Werkstätten wurden Aufträge für Glasgemälde vergeben. Am 26. August 1903 wurde die Kirche vom Erzbischof von München und Freising Franz Joseph von Stein geweiht. Von Johann Marggraff wurde 1904 eine hölzerne Kanzel mit Reliefs der Evangelistensymbole an der Brüstung geschaffen. Die Ausmalung der Kirche fand 1911 statt.
Bei der Innenrenovierung von 1966/68 wurden die farbigen Fenster ausgebaut und eingelagert, die Fenster an der Westwand komplett vermauert, die Dekorationsmalerei, die Beichtstühle und die Kanzel entfernt. Seit den 1980er Jahren bemühte sich die Pfarrei den früheren Zustand weitgehend wiederherzustellen. Ab 1984 wurden die Fenster im Lauf der nächsten zweieinhalb Jahrzehnte von der Mayer’schen Hofkunstanstalt restauriert, teilweise ersetzt und wieder eingebaut. Die Pfarrkirche wurde vom Frühjahr 2007 bis in den Herbst 2010 einer gründlichen Außen- und Innenrenovierung unterzogen, nachdem zahlreiche Sanierungsmaßnahmen schon seit den 1990er Jahren durchgeführt worden waren. Nun wurde auch die Vermauerung der Fenster an der Westwand rückgängig gemacht und das alte Rundfenster der heiligen Cäcilia wieder eingesetzt.

## Architektur
Der einheitlich neugotische Bau ist 48 Meter lang, die Breite beträgt außen 17 Meter und innen 14 Meter. Das Kirchenschiff hat eine Innenhöhe von 17 Meter, und der weithin sichtbare Turm hat eine Gesamthöhe von 70 Meter, wobei die Spitze mit dem Turmkreuz 35 Meter misst. Der Sakralbau wird außen durch Strebepfeiler gegliedert. Am sechsjochigen Langhaus der von Südwest nach Nordost ausgerichteten Kirche sind links und rechts kurze kapellenartige Seitenschiffe angegliedert. Der anschließende zweijochige Chor hat einen Dreiachtelschluss. Am südwestlichen Choreck sitzt die zweigeschossige Sakristei. Innen hat die Kirche ein Kreuzgratgewölbe mit folgenden Motiven auf den Schlusssteinen, die von Alois Miller stammen: im Chor das Lamm Gottes und drei Fische als Dreifaltigkeitssymbol, im Langhaus die vier Evangelistensymbole.

## Ausstattung

Hochaltar

### Hochaltar
Der Gesamtentwurf für den den Chorschluss füllenden Hochaltar von 1912 stammt von Joseph Elsner. Es ist ein qualitätsvoller Flügelaltar der Neugotik. Welche Künstler die Reliefs, Figuren und Gemälde geschaffen haben, ist unbekannt. Im Zentrum des Mittelschreins steht ein Kruzifix vor überwiegend vergoldetem Hintergrund. Es wird flankiert von zwei Arma-Christi-Engeln. Der linke hält einen Kelch, der rechte das Schweißtuch der Veronika. Neben den Engeln sind in je einem Hochrelief die Geburt Christi (links) und die Anbetung der Könige (rechts) dargestellt. Die Altarflügel sind bemalt. Beim geöffneten Altar sind auf ihren Innenseiten links die Darstellung Jesu im Tempel und rechts die Verlobung Marias zu sehen. Werden die Flügel geschlossen, werden nur die beiden Reliefs verdeckt, das Zentrum des Mittelschreins bleibt frei. Die Außenseiten des Flügelpaares zeigen den Apostel Johannes und König David mit seiner Harfe.
Die Predella ist mit zwei Gemälden geschmückt: mit dem Traum Josefs, in dem ihm ein Engel befiehlt nach Ägypten zu fliehen (links), und der Flucht nach Ägypten (rechts). Im Gesprenge wird der Pfarrpatron Josef mit dem Jesuskind von den Heiligen Korbinian und Benno begleitet. Im Altar sind die Reliquien der Märtyrer Benedikt, Justus und Jucundina eingeschlossen.

### Seitenaltäre
Die Altäre in den seitlichen Anbauten sind Schnitzaltäre, von denen der linke Altar von der skulpturalen Ausstattung her der qualitätvollere ist. Es ist ein Marienaltar mit der thronenden Muttergottes mit dem Jesuskind in der Mitte. Ihr sind die Heiligen Katharina von Alexandrien und Barbara zur Seite gestellt. Der Tabernakel wird von zwei Reliefs flankiert: dem Abendmahl Jesu mit den zwei Jüngern in Emmaus (links) und den Kundschaftern mit der Traube (rechts). Der Marienaltar wurde 1880 als Hauptaltar für die Kirche Mariä Heimsuchung geschaffen, 1904 nach St. Josef überführt, wo er bis 1912 als provisorischer Hochaltar aufgestellt war und danach seinen Platz als Seitenaltar erhielt.
Rechts steht der Bruder-Konrad-Altar, den 1936 der Kunstschreiner Georg Braun aus Markt Grafing schuf. In der mittleren Nische ist der hl. Konrad dargestellt, der einem kleinen Jungen ein Brot reicht. In der linken steht eine Figur des hl. Franziskus und in der rechten eine des Antonius von Padua mit dem Jesuskind auf dem Arm. In gotisierenden Ornamenten sind außen neben Franziskus Reh, Hase, Vogel und Eichhörnchen zu sehen und neben Antonius Vögel, Fische und eine Eule. In einem Relief in der Mitte der Predella ist der gekrönte Christus an ein Gabelkreuz genagelt. Aus den Wunden an den Händen und an seiner Seite fließt Blut über elf Männerköpfe, die vermutlich die Apostel verkörpern sollen, in einen Kelch.

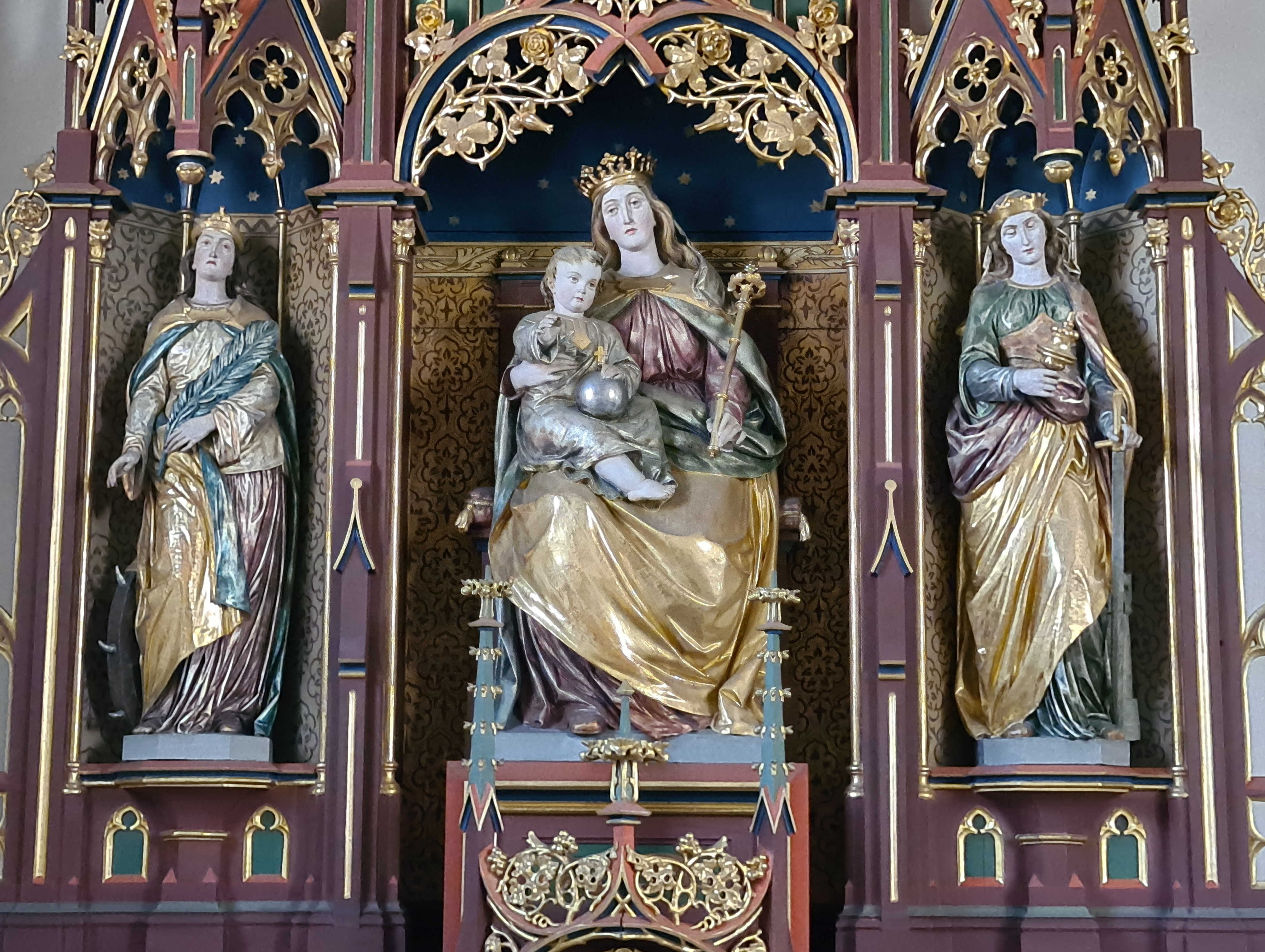
Linker Seitenaltar (Detail)
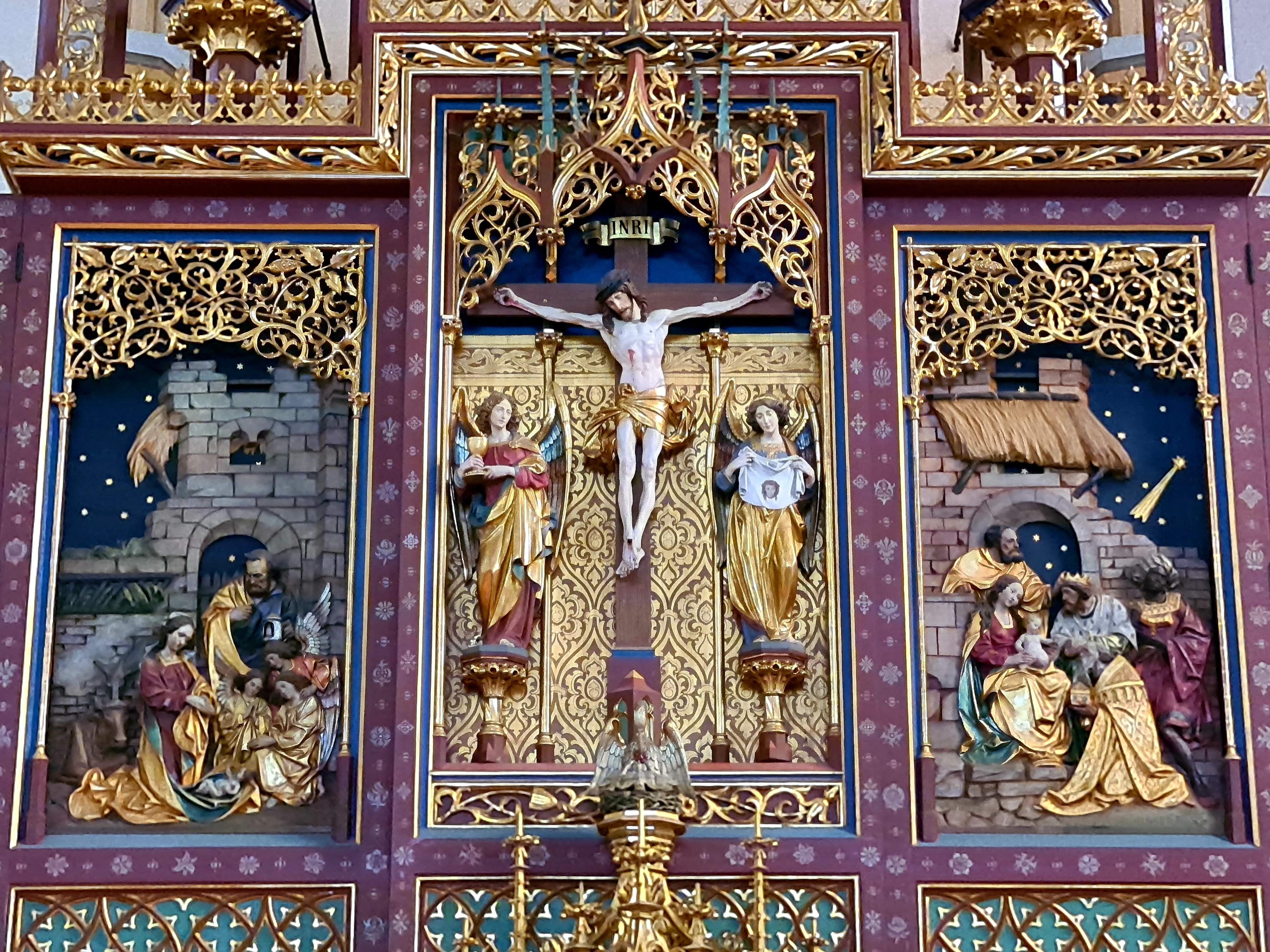
Mittelschrein des Hochaltars
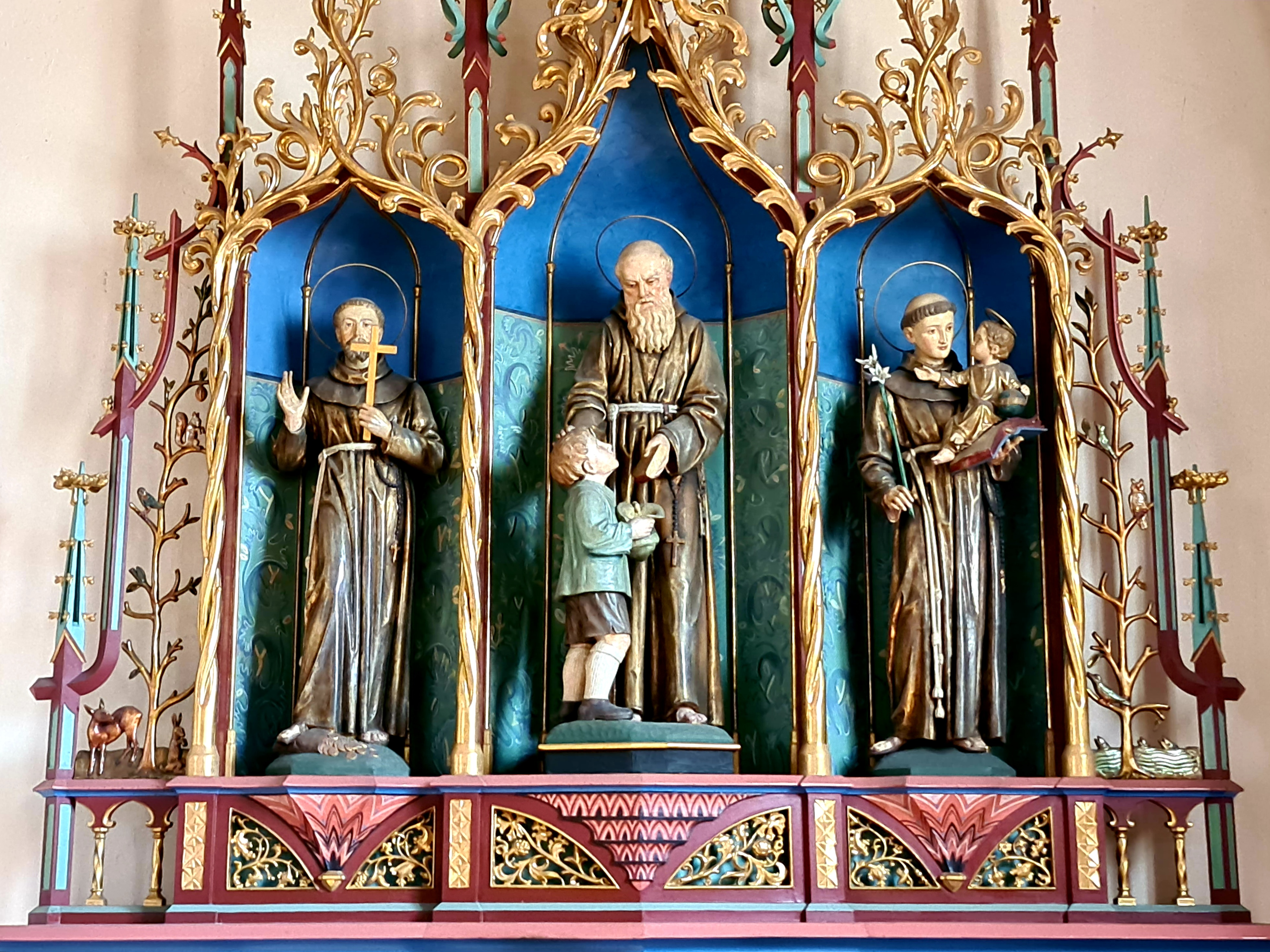
Rechter Seitenaltar (Detail)

### Glasmalerei

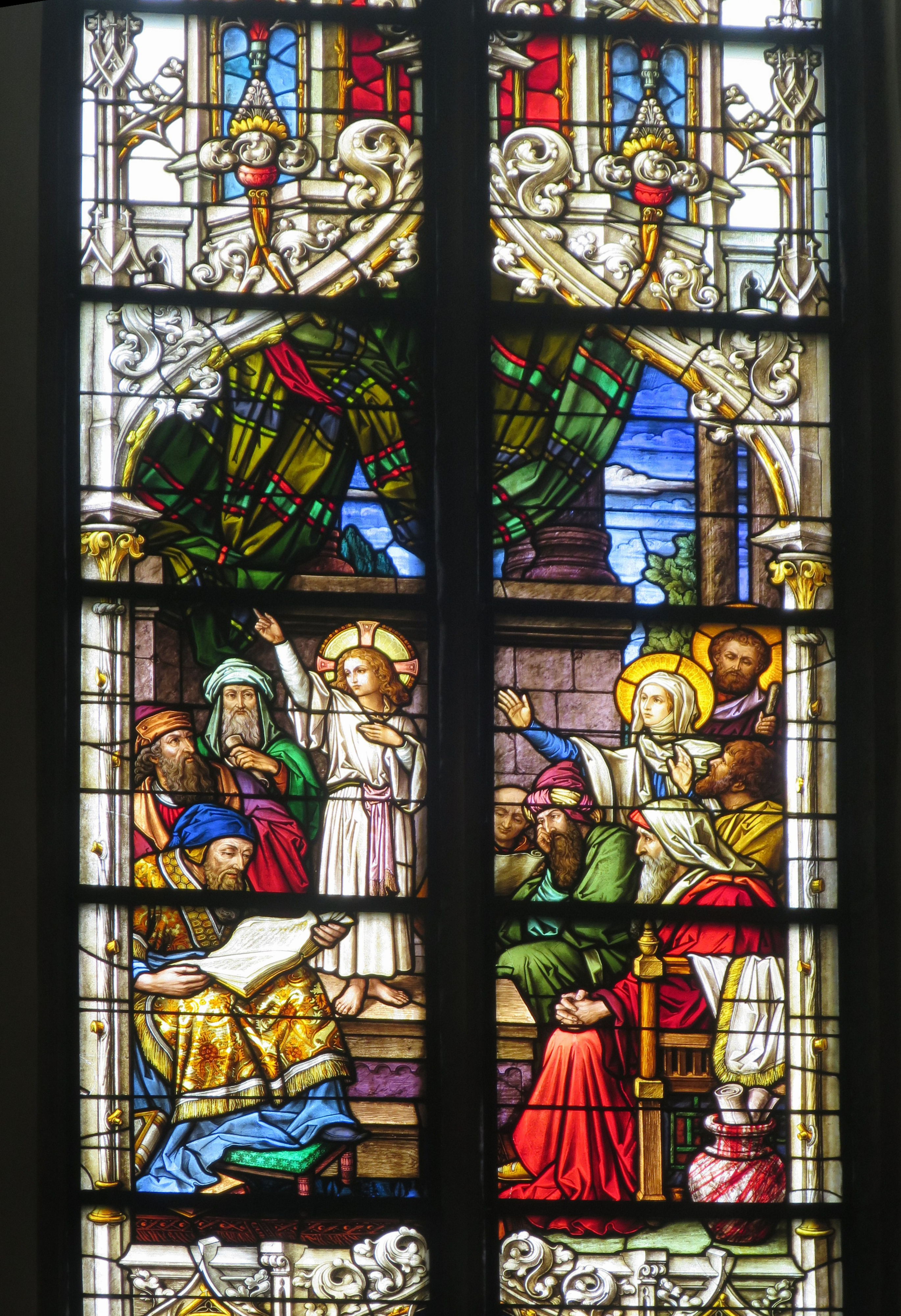
Der zwölfjährige Jesus im Tempel

Die fünf figürlichen Glasfenster im Chor stammen aus der Mayer’schen Hofkunstanstalt. Sie haben folgende Motive: Heilige Familie, Tod des heiligen Josef, hl. Aloisius mit hl. Karl Borromäus, Symbole der vier Evangelisten. Das Motiv des fünften Fensters ist nicht mehr eindeutig identifizierbar. Aus derselben Werkstatt sind die beiden Fenster in der Mitte der Langhauswände: An der nördlichen Wand ist ein zweibahniges Fenster mit den Heiligen Joachim und Anna mit Maria und gegenüber an der Südwand eines mit den Heiligen Maximilian und Georg. Am Fenster der nördlichen Langhauswand in Chornähe, das von der Hofglasmalerei von Franz Xaver Zettler stammt, ist der zwölfjährige Jesus im Tempel dargestellt. Je zwei Fenster in der Nord- und Südwand und bei jedem Seitenaltar sind mit Ornamenten geschmückt. Die drei Fenster an der Westwand fertigte ursprünglich die Glasmalereiwerkstatt von Gustav van Treeck. Sie waren überwiegend ornamental gestaltet, sind aber bis auf ein kleines Rundbild mit der hl. Cäcilia nicht erhalten. Sie wurden von der Mayer’schen Hofkunstanstalt neu geschaffen, wobei das alte Rundfenster mit Cäcilia ins Maßwerk des etwas größeren mittleren Fensters eingefügt wurde.

### Langhaus
Eine mehrfarbige ornamentale Schablonenmalerei mit abwechslungsreichen Motiven schmückt die Gewölbefelder. An den Langhauswänden hängen vierzehn 1904 gegossene Kreuzwegreliefs in nazarener-orientiertem Stil. Am Chorbogen steht links eine Herz-Mariä-Figur auf einer Konsole und rechts eine Herz-Jesu-Figur von 1906, beide gegossen, und, wie auch der Kreuzweg, von der Mayer’schen Hofkunstanstalt gefertigt. In der Nähe der Herz-Jesu-Figur hängt an der Südwand ein Kruzifix in volkstümlichem Stil. Darunter steht eine Marienstatue auf einer Konsole.
Im südwestlichen Vorzeichen ist ein Kruzifix mit einer Mater Dolorosa aufgestellt. Seitlich an der Wand sind zwei Tafeln angebracht; die linke listet die Pfarrer von Hohenlinden auf, die rechte die in der Pfarrei geborenen Priester mit dem Datum der Primizfeier und (zum Teil) mit dem Sterbedatum.

## Orgel

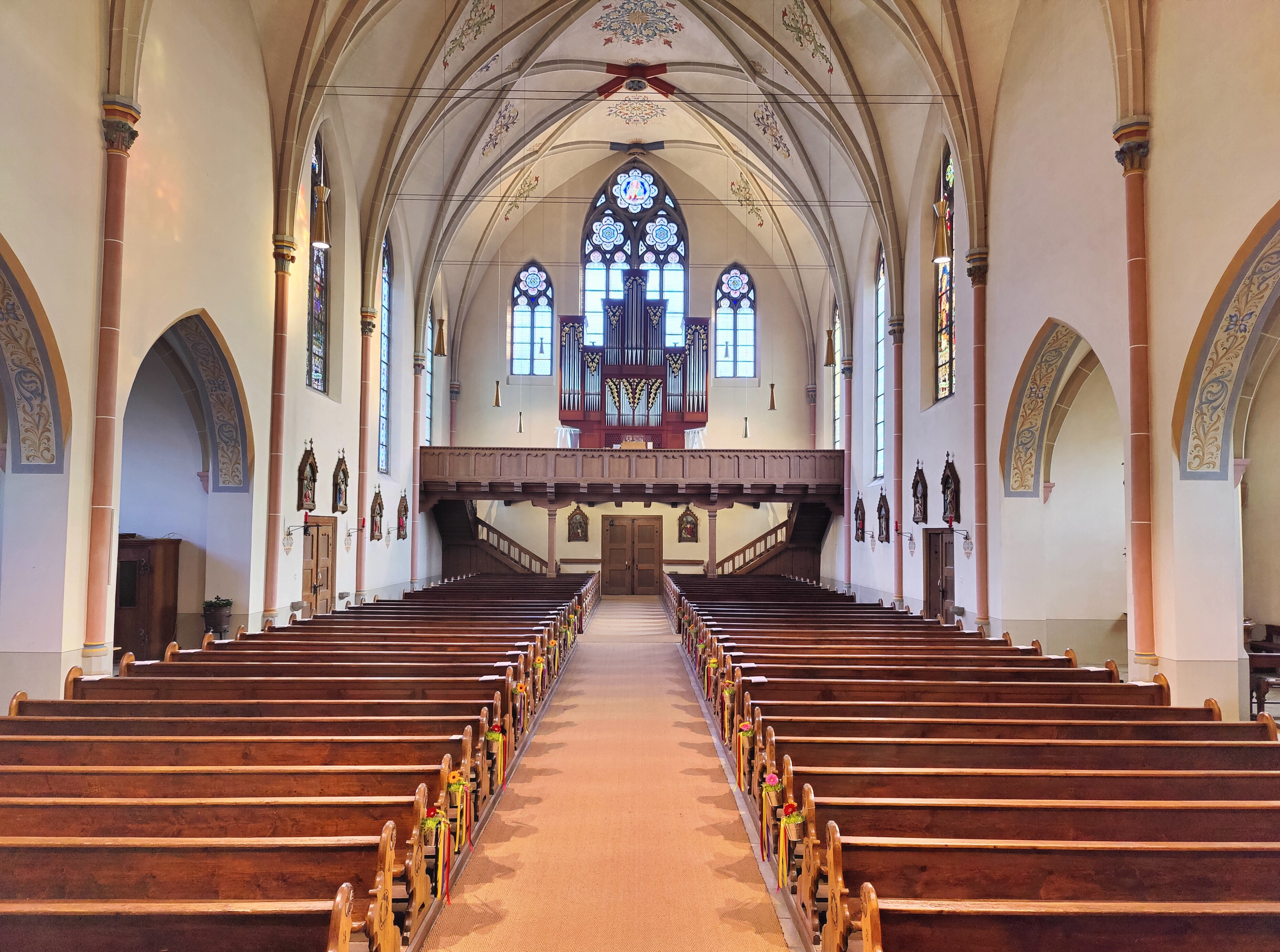
Innenraum, Blick zur Orgel (2023)

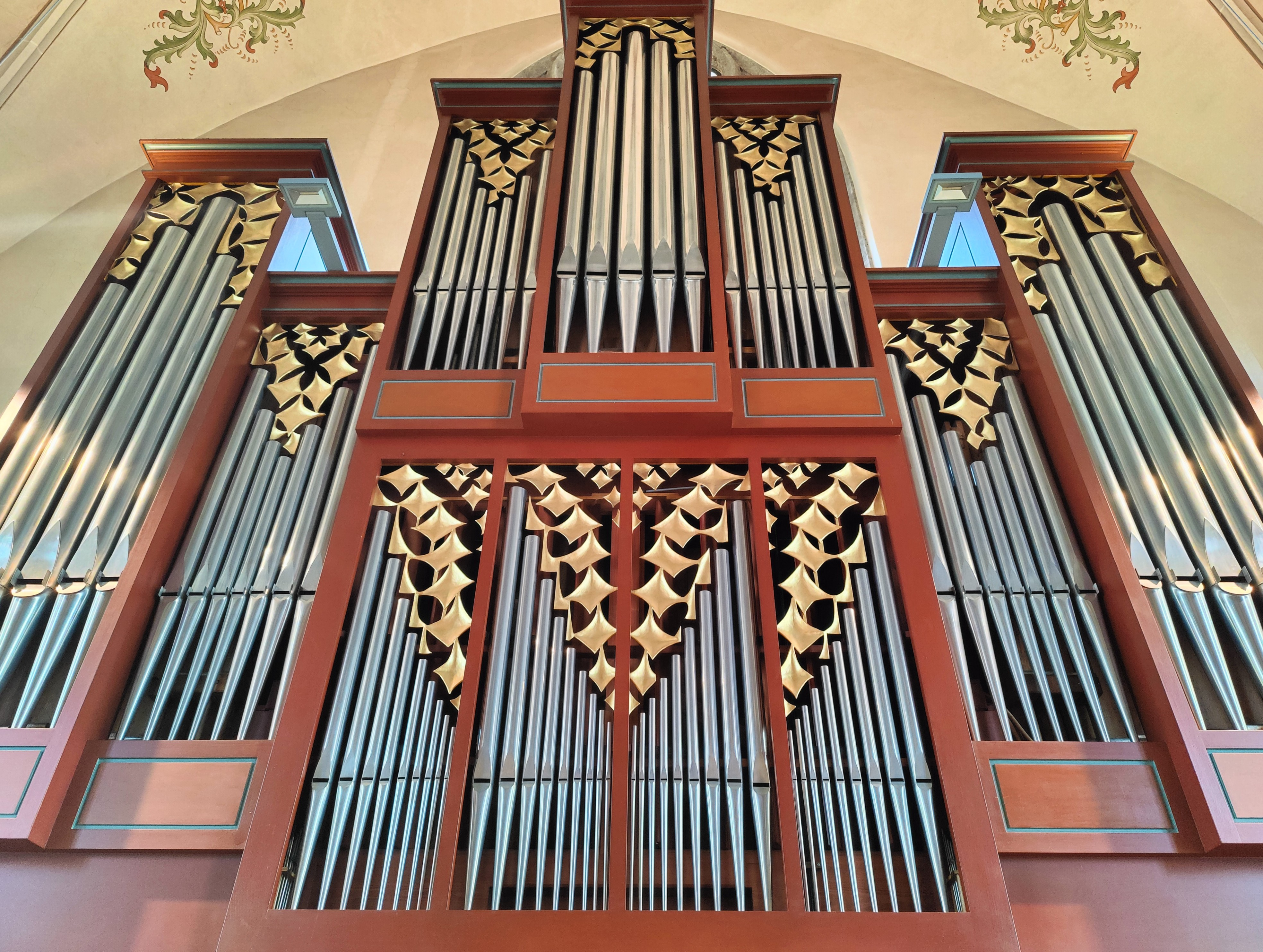
Orgelprospekt

1902 baute Willibald Siemann als Opus 125 eine zweimanualige Orgel mit 18 Registern.
Dieses Instrument wurde 1980 durch einen Neubau von Anton Staller ersetzt. Es hat 28 Register auf zwei Manualen und Pedal. Die Disposition lautet:
| I Hauptwerk     |       |
| Bordun          | 16′   |
| Principal       | 8′    |
| Rohrflöte       | 8′    |
| Gamba           | 8′    |
| Oktave          | 4′    |
| Nachthorn       | 4′    |
| Octave          | 2′    |
| Sesquialtera II | 2 ⁄3′ |
| Mixtur V        | 1 ⁄3′ |
| Trompete        | 8′    |
| Trompete        | 4′    |

| II Schwellwerk |                |
| Holzflöte      | 8′             |
| Gedackt        | 8′             |
| Salicional     | 8′             |
| Principal      | 4′             |
| Koppelflöte    | 4′             |
| Blockflöte     | 2′             |
| Superoctave    | 1′             |
| Terzian        | 1 ⁄3′ + 1 3⁄5′ |
| Scharf IV      | 1′             |
| Rohrschalmey   | 8′             |
| Tremulant      |                |

| Pedal      |         |
| Violonbaß  | 16′     |
| Subbaß     | 16′     |
| Octavbaß   | 8′      |
| Gedecktbaß | 8′      |
| Choralbaß  | 4′ + 2′ |
| Bombarde   | 16′     |
| Posaune    | 8′      |

- Spielhilfen: 4fache Setzerkombination
- Bemerkungen: Schleiflade, mechanische Spiel- und elektrische Registertraktur

## Glocken
Von den fünf Glocken aus dem Jahr 1902 mussten 1917 zwei Glocken kriegsbedingt abgeliefert werden. Erst 1929 wurden sie durch zwei neue Glocken ersetzt. 1942 mussten alle Glocken abgegeben werden. Die heutigen Glocken wurden in der Glockengießerei Czudnochowsky in Erding 1949 (Nr. 2 und 3) und 1952 (Nr. 1, 4 und 5) gegossen. Das fünfstimmige Geläut hat ein erweitertes Salve-Regina-Motiv: c1 - e1 - g1 - a1 - h1.